# Walter Arensberg
Walter Conrad Arensberg, född 4 april 1878 i Pittsburgh i Pennsylvania i USA, död 29 januari 1954, var en amerikansk konstsamlare, kritiker och poet.

## Liv och verksamhet
Walter Arensberg var äldste son till Conrad Christian Arensberg och Flora Belle Covert. Fadern var delägare och ordförande i styrelsen för ett stålföretag. Han studerade engelska och filosofi på Harvard University 1896-1900, varefter han tillbringade drygt två år i Europa. Därefter läste han vidare på Harvard på magisternivå utan att avsluta med examen, och arbetade som journalist i New York 1904-06.
Han skrev böcker om hemliga koder i verk av William Shakespeare och också poesisamlingar. Han och hans fru Louise (född Mary Louise Stevens, 1879–1953) samlade konst och stödde konstnärlig verksamhet. Mellan 1913 och 1950 samlade paret modern konst av bland andra Jean Metzinger, Marcel Duchamp, Charles Sheeler, Walter Pach, Beatrice Wood och Elmer Ernest Southard samt förkolumbiansk konst. Paret Arensberg blev särskilt nära bekant med Marcel Duchamp, som bodde i deras lägenhet sommaren 1915 under den tid de bodde i sitt sommarhus i Pomfret, Connecticut. Makarna Arensberg förblev mecenater för Duchamp under hela dennes livstid och hade den största och mest betydande samlingen av Duchamps verk. När urinoaren Fountain refuserades inför den första utställningen av Society of Independent Artists i New York 1917, avgick både Walter Arensberg och Marcel Duchamp ur sammanslutningens styrelse.
År 1921 flyttade paret till Hollywood i Kalifornien av hälsoskäl och ekonomiska orsaker. Avsikten hade från början varit att vistelsen skulle vara temporär, men familjen Arensberg stannade kvar där livet ut, med undantag för ett år tillbaka i New York 1925-26. De bodde först i ett av Frank Lloyd Wright ritat gästhus på Olive Hil, och från september 1927 i ett eget hus på Hillside Avenue. Richard Neutra ritade senare en utbyggnad, som skulle härbärgera Constantin Brâncușis bronsversion av L'oiseau dans l'espace från 1924. År 1946 hölls i huset ett dubbelbröllop, varvid Max Ernst och Dorothea Tanning vigdes samtidigt som Juliet Browner (1911-91) och Man Ray.
Walter Arensberg var fascinerad av författaren Francis Bacon, särskilt med avseende på alkemi, kryptografi och diskussionerna om Shakesperes respektive Bacons författarskap till vissa verk. Arensberg bildade 1937 Francis Bacon-stiftelsen i Los Angeles, vars syfte var att främja forskning med speciell reverens till Francis Bacons liv och arbeten.
År 1944 skrev Arensberg på ett gåvodokument med University of California, Los Angeles som mottagare, vilket inkluderade ett villkor att universitetet skulle uppföra en särskild byggnad för att inhysa samlingen inom en viss tid. Hösten 1947 stod det dock klart att universitetet inte skulle uppfylla detta villkor, varför avtalet ogiltigförklarades. Arensberg började då förhandla med ett antal andra konstinstitutioner, bland andra Art Institute of Chicago, Denver Art Museum, Harvard University, National Gallery, Philadelphia Museum of Art, Stanford University, University of California, Berkeley och University of Minnesota. Till slut skänkte Walter och Marie Arensberg sin samling på fler än 1.000 föremål till Philadelphia Museum of Art 1950.